# ラジオっ娘のオールナイトニッポン
『ラジオっ娘のオールナイトニッポン』（ラジオっこのオールナイトニッポン）は、ニッポン放送の深夜放送「オールナイトニッポン」の金曜1部（金曜日深夜25:00〜27:00、土曜日未明1:00〜3:00）で放送されていた番組。
放送期間は1982年（昭和57年）4月2日から同年9月24日まで。パーソナリティは、ラジオっ娘（Lady oh!）（水島かおり、西端やよい、高橋めぐみ）。

## 概要
ラジオっ娘は同じニッポン放送で1981年10月3日から1982年3月27日までナイターオフ限定の番組『電話好きッコラジオッコ 男のコにはナイショなの』（毎週土曜日19:00〜21:00）のパーソナリティを務めていたが、ナイターシーズンに入ってこの番組が終了した後も1982年4月からラジオっ娘はオールナイトニッポン金曜1部のパーソナリティに起用されてスタート。ラジオっ娘が全国展開することになった。ディレクターは白井良明。
ラジオっ娘としての前身番組『電話好きッコラジオッコ - 』と同様に電話をフル活用した企画、電話を使ったコーナーが満載の構成になっていた他、写真撮影の現場など、仕事上のエピソードを話すコーナーもあった。名物コーナーの一つに、『電話好きッコ - 』の時と同様の『割り込み電話』コーナーがあった。スタジオの外から電話が入ると、コンピューターの声が「電話だよ！電話だよ！」と知らせてくれていた。有名タレント、一般リスナー問わず、面白い内容の話題であればすぐに電話がつながるという仕組みで、だんだんシモの方へ行くのがいつものパターンだった。特に女性リスナーとの電話は『電話好きッコ - 』と同様に、初体験話やレズ話などエッチな話や相談を受けることも度々あった。
ゲストには、長渕剛、桑田佳祐、根津甚八（1982年5月28日）、田原俊彦（1982年8月7日）らが入った。
1982年6月11日放送の本番組内で、ユニット名をリスナーから公募し、約9千通の案の中から『アバンギャルズ』『チャター・キャッツ』『レディ・オー』の3点に絞って最終選考に回し、同年7月2日の同番組の生放送中にこの3点で電話によるリスナー投票を行い、その結果「Lady oh!」に改名した。
1982年8月には、同年8月5日に3枚目のシングル『茅ヶ崎サンライズ』を発売したのを記念して、茅ヶ崎地産ホテルからの生放送を行った。この日はゲストにサザンオールスターズを迎え、茅ヶ崎をテーマとしての歌合戦の企画を行った。この日は生放送に先立って前日の午後7時からリスナー、ファンを集めてのバーベキュー大会を開催した。また、同年8月〜9月の間には、Lady oh!のキャンペーン先だった大阪（ラジオ大阪）、札幌（STVラジオ）、福岡（KBCラジオ）からの生放送も行った。
このように人気が上昇していった3人だったが、当時裏番組だった文化放送『ミスDJリクエストパレード』（パーソナリティ：千倉真理）には聴取率、シェアとも及ばなかった（当該節の『1982年9月当時の「ミスDJリクエストパレード」「オールナイトニッポン」「サウンド・ストームDjango」各曜日の聴取率とシェア』を参照）。
本番組の6か月間の放送が終了した後、1982年10月からはラジオっ娘（Lady oh!）の番組は同じニッポン放送の毎週土曜日19:00〜21:00の枠へ戻り、『電話好きッコラジオッコ 男のコにはナイショなの』の第2期としてスタートしている。